# Стюарт Г'юстон
Стюарт Г'юстон (англ. Stewart Houston; нар. 20 серпня 1949, Дуноон) — шотландський футболіст, що грав на позиції захисника. По завершенні ігрової кар'єри — тренер.
Виступав, зокрема, за клуби «Челсі» та «Манчестер Юнайтед», а також провів одну гру у складі національної збірної Шотландії. Дворазовий володар Кубка Англії та володар Кубка кубків УЄФА.

## Клубна кар'єра
Народився 20 серпня 1949 року в місті Данун у Шотландії, де і розпочав займатись футболом у клубі «Порт Глазго Рейнджерс».
У дорослому футболі дебютував 1967 року виступами за команду клубу «Челсі», втім стати основним гравцем лондонців не зумів, зігравши за п'ять років лише 14 ігор в усіх турнірах за клуб. За цей час виборов титул володаря Кубка Англії та став володарем Кубка Кубків УЄФА.
На початку 1972 року перейшов у «Брентфорд», з яким виступав у Третьому і Четвертому дивізіонах, поки через рік не підписав контракт з «Манчестер Юнайтед» за 55 000 фунтів стерлінгів. За «червоних дтяволів» він провів 250 матчів (включаючи два виходи на заміну) і забив 16 голів і виграв з командою Другий дивізіон в 1975 році, а також Кубок Англії в 1977 році, втім у фіналі на поле не виходив. Загалом відіграв за команду з Манчестера наступні сім сезонів своєї ігрової кар'єри і більшість часу, проведеного у складі команди, був основним гравцем захисту команди.
Після цього протягом 1980—1983 років захищав кольори «Шеффілд Юнайтед», з яким у сезоні 1981/82 став переможцем Четвертого дивізіону, а завершив професійну ігрову кар'єру в іншому клубі Четвертого дивізіону «Колчестер Юнайтед», за який виступав протягом 1983—1986 років.

## Виступи за збірну
1975 року провів свій перший і єдиний матч у складі національної збірної Шотландії проти Данії.

## Кар'єра тренера
Розпочав тренерську кар'єру, увійшовши до тренерського штабу клубу «Плімут Аргайл».
З 1990 року Г'юстон був асистентом головного тренера «Арсеналу» Джорджа Грема, а також двічі виконував обов'язки головного тренера: спочатку протягом трьох місяців 1995 року (після звільнення Грема в лютому 1995 року), вивівши «Арсенал» у фінал Кубка володарів кубків, в якому «каноніри» поступилися іспанському клубу «Реал Сарагоса» з рахунком 2:1, пропустивши вирішальний гол на передостанній 119 хвилині. Влітку 1995 року керівництво «Арсеналу» призначило на посаду головного тренера клубу Брюса Ріока, а Г'юстон став його асистентом. Через рік після свого призначення, Ріок був звільнений, і Г'юстон знову став виконуючим обов'язки головного тренера, поки наступник Ріока, Арсен Венгер, чекав закінчення свого контракту з японським клубом «Нагоя Грампус Ейт».
У середині вересня 1996 року Г'юстон пішов з «Арсеналу» і очолив клуб «Квінз Парк Рейнджерс», а Брюс Ріок став його асистентом. Клуб в попередньому сезоні вилетів у Перший дивізіон і перед новим штабом було поставлене завдання завоювати путівку назад у Прем'єр-лігу, але він не впорався з цим і Г'юстон та Ріок були звільнені зі своїх посад у листопаді 1997 року, коли клуб посідав лише 13 місце.
У 1998—1999 роках працював у штабі Джорджа Берлі в «Іпсвіч Таун», після чого був запрошений Джорджем Гремом в «Тоттенгем Готспур», але покинув клуб після його відставки в березні 2001 року. Після цього він недовгий час працював в клубі «Волсолл».
У серпні 2008 року в пресі з'явилися повідомлення про те, що Г'юстон повернувся в «Арсенал» після 12 років відсутності і, за повідомленнями «The Daily Mirror», став працювати в скаутській службі клубу.

## Титули і досягнення
- Володар Кубка Англії (2):

«Челсі»: 1969–70
«Манчестер Юнайтед»: 1976–77
- Володар Кубка Кубків УЄФА (1):

«Челсі»: 1970–71